# Арансабаль, Агустин
Агусти́н Аранса́баль Алько́рта (исп. Agustín Aranzábal Alkorta; род. 15 марта 1973, Вергара, Страна Басков) — испанский футболист, выступал на позиции защитника. Известен по выступлениям за «Реал Сосьедад». Имеет на своём счету 28 матчей в составе национальной сборной.

## Карьера

### Клубная
Отец Араснсабаля — баскский футболист, Гастелу, выступавший за «Реал Сосьедад». В системе этого клуба обучался футболу и сам Агустин. В 1992 году он начал выступать за вторую команду сан-себастьянцев — «Реал Сосьедад B», а 21 февраля сыграл первый матч за основную команду. Дебют Арансабая получился неудачным — «Реал» проиграл «Депортиво» со счётом 1:5. Поменяв позицию с полузащитника на защитника, сезон 1994—95 Арансабаль начал уже игроком основы и оставался им до момента своего ухода в 2004 году. На левом фланге он образовал связку с Хавьером де Педро. Вместе с баскской командой он завоевал серебро Примеры в сезоне 2002—03.
В 2004 году Арансабаль перешёл в «Сарагосу». В этом клубе он провёл три сезона, но игрового времени получал мало и использовался, в основном, как резервист Делио Толедо. В 2007 году, после завершения контракта с «Сарагосой», игрок объявил о завершении профессиональной карьеры. После этого он со своим бывшим одноклубником Хавьером де Педро некоторое время играл за любительский клуб «Вера» из Пуэрто-де-ла-Крус.
В начале 2010 года Арансабаль и Альберт Селадес сыграли за гонконгский клуб «Китчи» на предсезонном турнире Lunar New Year Cup.

### Международная
Арансабаль выступал за молодёжную сборную и участвовал в Олимпиаде 1996 года, где испанцы дошли до четвертьфинала.
В составе основной сборной дебютировал 7 июня 1995 года в игре отборочного турнира к Евро-1996 с командой Армении.
В составе сборной принял участие в двух крупных международных турнирах — чемпионате мира 1998 и чемпионате Европы 2000 года. Международную карьеру Арансабаль закончил в 2003 году. Всего на его счету 28 матчей в составе сборной Испании.